# Хульгумо
Хульгумо (груз. ხულგუმო, арм. Խուլգումո) — село в регионе Самцхе-Джавахети Грузии. Входит в состав Ахалкалакского муниципалитета, населённое Армянами. Село находится 1,7 км от города Ахалкалаки возле реки Паравани, от города отделяется небольшим пешеходным мостом, 1690 м над уровнем моря.

## История
Село было основано в 1828 году переселенцами из Западной Армении, а именно — из села Вел на нынешней территории ила Ардахан. Жители села принадлежат к Армянской Католической церкви, наряду с родным армянским языком, Хульгуминские также владеют знанием турецкого языка. В последние годы значительная часть населения (около 150 семей) эмигрировала, многие из них эмигрировали в Россию. В селе родился, известный благотворитель и бизнесмен проживающий в городе Красноярск, (РФ) Тумас Чивчян, также в частности, работающий в Самаре российский скульптор Степан Карслян (род. 1948).

## Церковь

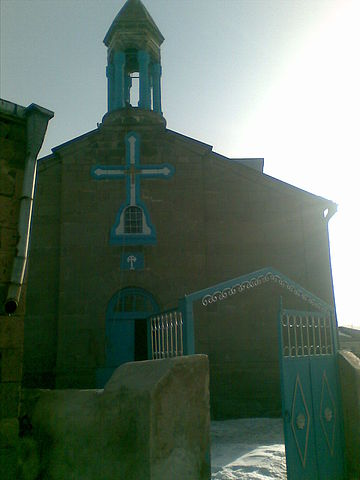

Католическая церковь Сурб-Аствацамайр была построена в 1856 году, в то время церковь была деревянной и после нескольких лет, церковь сгорела. В 1901 году жители села Хульгумо начали строить новую каменную церковь, строительство было закончено в 1908 году и назвали эту церковь Сурб-Степанос.

## Мост

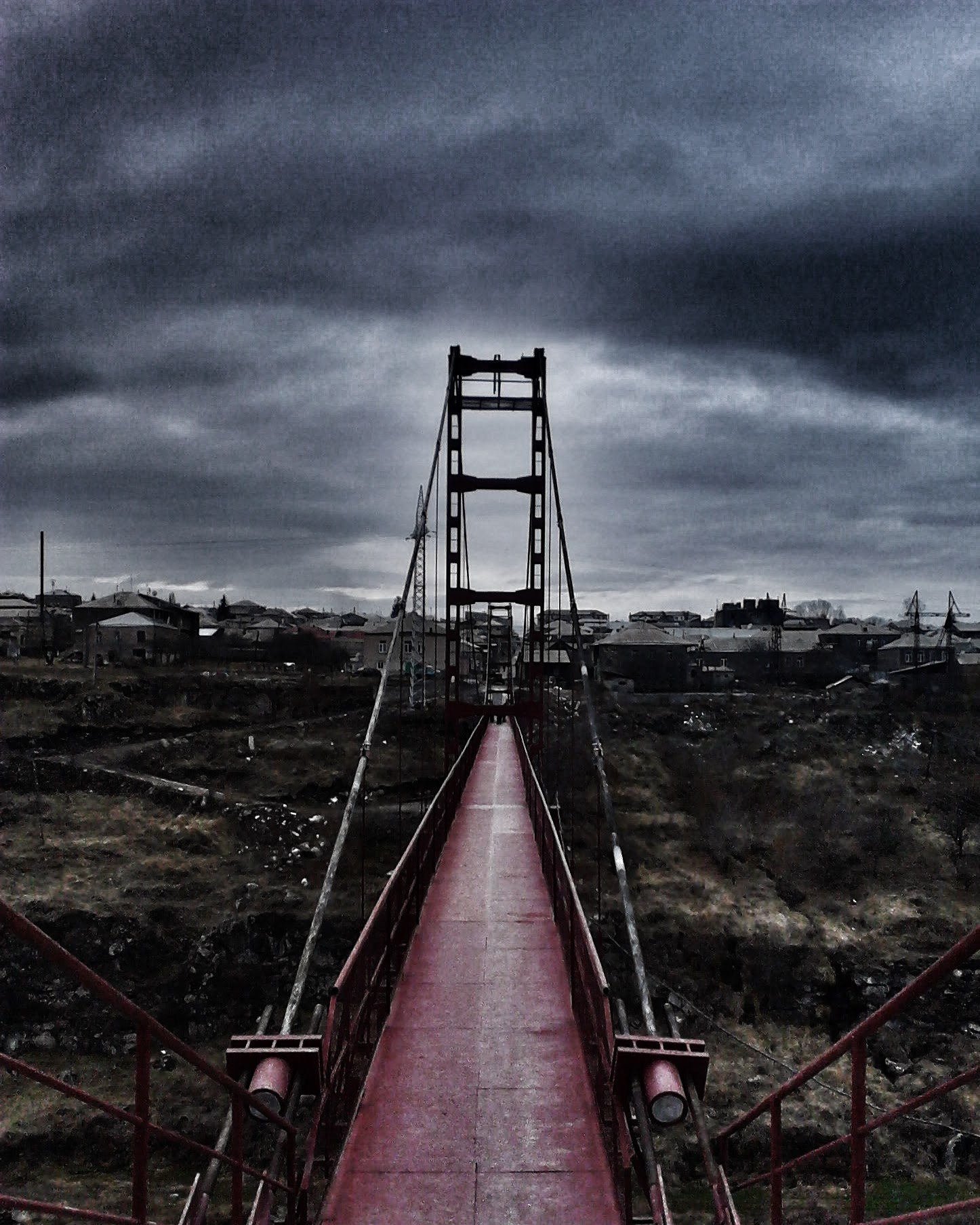

В 2013 году закончили строительство пешеходного моста, который через реку Паравани связал село Хульгумо и еще несколько сел Ахалкалакского муниципалитета с городом Ахалкалаки. Длина моста составляет 182 м, ширина 2 м, высота 40 м. Мост был построен уроженецем села Хульгумо Тумасом Чивчяном, который живет в России.